# Dämonen der Seele (Film)
Dämonen der Seele ist ein 1971 entstandener, britischer Spielfilm aus der Hammer Films-Produktion mit Robert Hardy in der Hauptrolle.

## Handlung
Die Geschichte spielt im ausgehenden 19. Jahrhundert in Bayern. Hier residiert ein gewisser Baron Zorn mit seinen Kindern auf einem Schloss. Zorn setzt seine Tochter Elizabeth und seinen Sohn Emil nicht nur regelmäßig unter Drogen, sondern er hält sie streng getrennt voneinander weggesperrt. Beide heranreifenden Geschwister werden deshalb voneinander getrennt verwahrt, da sie mehr füreinander empfinden als es für Blutsverwandte angemessen erscheint. Niemals dürfen sie das Anwesen verlassen. Der Baron ist der festen Überzeugung, dass seine wahnsinnige Ehefrau einst einen lebenslangen Fluch über die Kinder ausgesprochen hat, ehe sie sich selbst umbrachte. Elizabeth gelingt es jedoch, eines Tages auszubüchsen, als sie sich mit einem Dorfbewohner treffen möchte. Doch der Baron kann sie bald wieder einfangen und nimmt an ihr eine blutige Bestrafung vor. Auch Sohn Emil unternimmt einen Fluchtversuch, der jedoch von seiner Tante Hilda, die ein strenges Regiment führt und das Schloss wie ein Zerberus bewacht, vereitelt wird. 
Bald geschehen schreckliche Dinge in der Umgebung. Zunächst werden mehrere ortsansässige Prostituierte im nahe gelegenen Wald ermordet aufgefunden. Die abergläubischen Bauern glauben sofort, dass hier Dämonen am Werk seien müssen. Ein Wanderprediger ist vor Ort eingetroffen: er will eben diesen Dämonen das Fürchten lehren, doch niemand nimmt diesen Mann sonderlich ernst. Auch ein schwadronierender Quacksalber und Hausierer, der sinister wirkende Falkenberg, erscheint am Schloss und erhofft sich mit dem Verkauf eines wundersamen Apparates aus eigener Produktion, mit dem man angeblich das Böse aus den Kindern vertreiben könne, einen netten Profit. Schließlich ist da auch noch der junge Carl Richter, der aber lediglich seine junge Herzdame, die Baroness Elisabeth Zorn, vor dem auf dem Schloss und drum herum grassierenden Wahnsinn retten will. Bald geschehen weitere Morde und Frauenleichen werden am Grund des Sees entdeckt. Der fanatische Wanderprediger  sieht nun seine Stunde gekommen, stachelt die Dorfbevölkerung gegen Baron Zorn auf, und gemeinsam macht sich der Mob auf, um das Böse auf dem Schloss ein für allemal auszurotten.

## Produktionsnotizen
Dämonen der Seele wurde ab dem 16. August bis in den September 1971 hinein gedreht und am 5. November 1972 in London uraufgeführt. Die deutsche Erstaufführung fand am 19. Dezember 1989 als Fernsehpremiere bei RTL plus statt.
Die Filmbauten kreierte Michael Stringer.

## Kritiken
„Abstrus konstruierter psychologischer Horrorfilm, der in seinem Bemühen, über Grenzen des Genres hinauszugehen, immer wieder in gängige Klischees und Gewalttätigkeiten zurückfällt.“

Der Movie & Video Guide empfand den Film als „verlockend gruselig“.